# Jennifer Holland (Autorin)
Jennifer S. Holland (* im 20. Jahrhundert) ist eine US-amerikanische Journalistin und Sachbuchautorin.
Jennifer Holland schreibt als Journalistin Artikel für das US-amerikanische Magazin der National Geographic Society über die Themenbereiche Wissenschaft und Naturgeschichten.   Einige ihrer Artikel erschienenen auch in der deutschsprachigen Ausgabe der Zeitschrift, National Geographic Deutschland. Bekannt wurde Holland durch den New York Times Bestseller Unlikely Friendchips, der unter dem Titel Ungleiche Freunde auf Deutsch erschien und Freundschaften zwischen Tieren unterschiedlicher Arten beschreibt. Außerdem wurde das Buch ins Französische (Drôle de couples, ISBN 978-2-7096-4244-6), Italienische (Amici veri, ISBN 978-88-04-62333-5), Niederländische (Onmogelijke liefdes : 47 opmerkelijke verhalen uit het dierenrijk) und Schwedische (Bästa vänner : 47 berättelser om osannolik vänskap mellan djur, ISBN 978-91-7401-528-7) übersetzt. 2012 erschienen drei englischsprachige Kinderbücher über ungewöhnliche Tierfreundschaften.
Holland ist verheiratet und lebt mit ihrem Ehemann in Silver Spring, Maryland.

## Werke
- Ungleiche Freunde, 2012, ISBN 978-3-431-03863-7 (Originaltitel: Unlikely Friendships: 47 Remarkable Stories from the Animal Kingdom, 2011, ISBN 978-0-7611-5913-1)
- Unlikely Friendships for Kids: The Monkey & the Dove: And Four Other Stories of Animal Friendships, 2012, ISBN 978-0-7611-7011-2
- Unlikely Friendships for Kids: The Dog & The Piglet: And Four Other Stories of Animal Friendships, 2012, ISBN 978-0-7611-7012-9
- Unlikely Friendships for Kids: The Leopard & the Cow: And Four Other Stories of Animal Friendships, 2012, ISBN 978-0-7611-7013-6